# Ізогієта

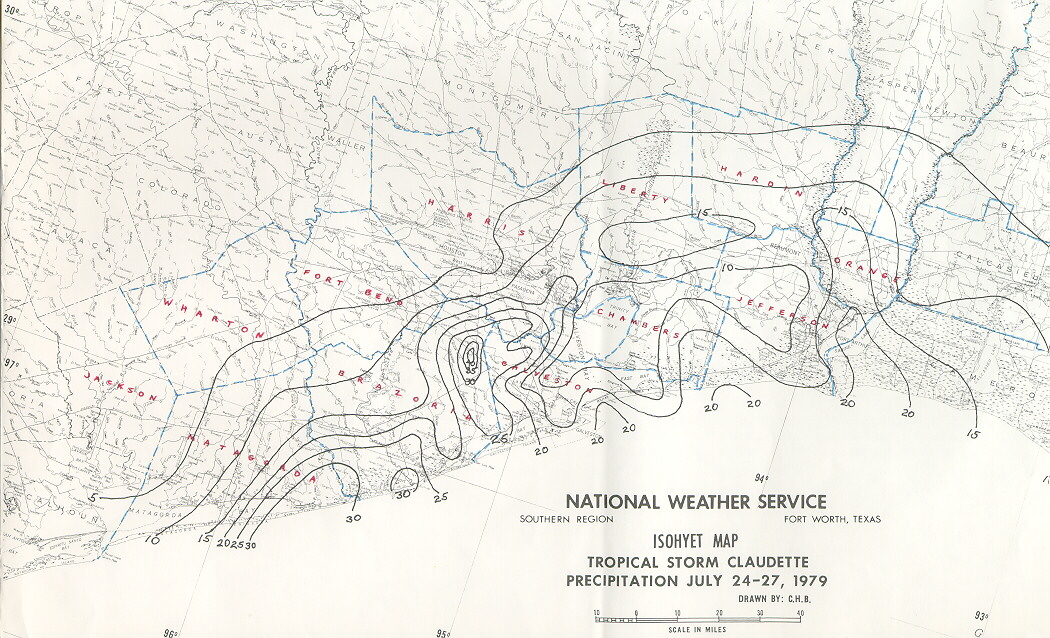
приклад карти з ізогієтами

Ізогієти (грец. ί̓σος — рівний, однаковий + ὑετός — дощ) — ізолінії на географічній карті, що сполучають точки з однаковою кількістю атмосферних опадів за певний проміжок часу (за добу, місяць, рік і т.д.).

## Метод ізогієт
Метод ізогієт використовується для більш точних розрахунків середніх опадів басейну. При використанні методу, на карту спочатку мають бути нанесені лінії, що з'єднують точки з рівними значеннями опадів. Інтервал між ізолініями установлюється з урахуванням амплітуди змін опадів і може становити 5, 10, 20, 50 мм. Необхідно, щоб водозбір перетинали не менше п'яти-семи ізогієт, що проводяться методом інтерполяції. Значення ізогієт (в мм) підписуються в розривах ліній. Площі між сусідніми ізогієтами нумеруються, визначаються планіметруванням. Середній шар опадів обчислюють як середньозважену величину за формулою:
{\displaystyle \mathbf {X} ={\frac {X_{1}F_{1}+X_{2}F_{2}+...+X_{n}F_{n}}{\ F_{1}+F_{2}+...+F_{n}}}}, де
- {\displaystyle X_{1},X_{2},X_{n}}  — півсума кількостей опадів для сусідніх ізогієт;

- {\displaystyle F_{1},F_{2},F_{n}}  — площі басейну, укладені між сусідніми ізогієтами.